# Військовий облік
Військовий облік — особливий облік призовників, військовозобов'язаних та резервістів з метою планомірного комплектування ЗС та інших військових формувань, створених відповідно до законодавства держави. 

## Військовий облік в Україні
Військовий облік є складовою змісту мобілізаційної підготовки держави та полягає у цілеспрямованій діяльності державних органів, підприємств, установ та організацій щодо фіксації, накопичення та аналізу військово-облікових даних призовників і військовозобов’язаних із відображенням їх у військово-облікових документах, а також здійснення контролю за дотриманням призовниками і військовозобов’язаними, посадовими особами державних органів, підприємств, установ та організацій встановлених правил військового обліку.
Військовий облік  усіх військовозобов'язаних і призовників проводиться за місцем їх проживання відповідно до ст. 33—38 Закону України «Про військовий обов'язок і військову службу» (1992), в порядку, встановленому Кабінетом Міністрів України. 
Військовий облік поділяється на облік призовників і облік військовозобов'язаних.
Військовий облік усіх призовників і військовозобов'язаних ведеться за місцем їх проживання і відповідно до обсягу та деталізації поділяється на персонально-якісний, персонально-первинний та персональний.
Військовий облік військовозобов'язаних за призначенням поділяється на загальний і спеціальний.
Міністерство оборони затвердило перелік спеціальностей та професій, після одержання яких жінок братимуть на військовий облік військовозобов’язаних. 17 грудня 2021 року набув чинності наказ Міністерства оборони щодо військового обліку серед українок. Згідно з ним, жінки, які працюють за низкою спеціальностей, зобов’язуються стати на військовий облік. У першій версії наказу було перелічено достатньо багато різноманітних спеціальностей, серед яких, зокрема, працівниці сфери громадського харчування, видавництв та поліграфії, програмістки, лікарки, журналістки, юристки, музикантки, працівниці соціальних служб та бухгалтерки.
23 грудня на своїй сторінці у Facebook Завітневич – голова комітету Верховної Ради з питань національної безпеки, охорони та розвідки, повідомив, що після того, як перелік юстувався, а згодом – вийшов, представники органів влади побачили, що він занадто великий та загальний. Того ж дня відбулося обговорення з Міністром оборони Олександром Резніковим, в ході якого було прийнято рішення редагувати перелік професій у бік зменшення, адже деякі професії дійсно не знадобляться у Збройних Силах України.

### Персонально-якісний, персонально-первинний та персональний облік призовників і військовозобов'язаних
1. Персонально-якісний облік призовників і військовозобов’язаних передбачає облік відомостей (біографічні дані, стан здоров’я, результати співбесід тощо) щодо призовників і військовозобов’язаних, які узагальнюються в особових справах призовників або в облікових картках військовозобов’язаних та реєструються в Єдиному державному реєстрі призовників, військовозобов’язаних та резервістів. Ведення персонально-якісного обліку покладається на територіальні центри комплектування та соціальної підтримки.
2. Персонально-якісний облік військовозобов'язаних Служби безпеки України покладається на відповідні облікові органи Служби безпеки України.
3. Ведення персонально-якісного обліку військовозобов’язаних Служби зовнішньої розвідки України покладається на відповідні підрозділи Служби зовнішньої розвідки України.
4. Персонально-первинний облік призовників і військовозобов'язаних передбачає облік відомостей щодо призовників та військовозобов'язаних за місцем їх проживання. У сільській місцевості, а також у містах і селищах, де відсутні військові комісаріати, облік ведеться органами місцевого самоврядування.
5. Персональний облік призовників і військовозобов'язаних передбачає облік відомостей щодо призовників і військовозобов'язаних за місцем їх роботи або навчання та покладається на керівників підприємств, установ, організацій і навчальних закладів незалежно від підпорядкування і форм власності.

### Загальний і спеціальний облік військовозобов'язаних та облік резервістів
1. На загальному військовому обліку перебувають військовозобов'язані, не заброньовані за органами державної влади, органами місцевого самоврядування, підприємствами, установами та організаціями на період мобілізації та на воєнний час.
2. На спеціальному військовому обліку перебувають військовозобов'язані, заброньовані за органами державної влади, органами місцевого самоврядування, підприємствами, установами та організаціями на період мобілізації та на воєнний час.
3. Особливості ведення військового обліку резервістів в органах військового управління, військових частинах, у міських (районних) військових комісаріатах встановлюються Генеральним штабом Збройних Сил України.